# 瑶山苣苔
瑶山苣苔（学名：Dayaoshania cotinifolia）为苦苣苔科瑶山苣苔属下的多年生常绿草本植物。
濒危的主要原因是分布区狭小、种子难以萌发、生境遭到破坏。

## 扩展阅读
- 維基物種上的相關：瑶山苣苔